# Rob Peeters
Pour les articles homonymes, voir Peeters.
Rob Peeters (né le 2 juillet 1985 à Geel) est un coureur cycliste de route et de cyclo-cross belge.

## Biographie
Rob Peeters est le cousin de Wilfried Peeters, directeur sportif de l'équipe Quick Step. Il est spécialisé dans le cyclo-cross.
Il mettra un terme à sa carrière à l'issue de la saison de cyclo-cross 2017-2018.

## Palmarès en cyclo-cross
- 2006-2007
  - 2e du championnat de Belgique de cyclo-cross espoirs
  -  Médaillé de bronze du championnat d'Europe de cyclo-cross espoirs
- 2007-2008
  - Grand Prix de Ster, Saint-Nicolas
  - Grand Prix de Denain, Denain
- 2009-2010
  - Grand Prix DAF Grand Garage Engel, Differdange
  - National Trophy Round 6, Rutland
  - Cyclo-cross du Mingant, Lanarvily
- 2010-2011
  - Kasteelcross Zonnebeke, Zonnebeke
- 2011-2012
  - Kleicross de Lebbeke, Lebbeke
  - Kasteelcross, Zonnebeke
  -  Médaillé d'argent au championnat du monde de cyclo-cross
  - 3e du championnat de Belgique
- 2012-2013
  - Internationale Centrumcross van Surhuisterveen, Surhuisterveen
- 2013-2014
  - 2e du championnat de Belgique
  - 9e de la Coupe du monde
- 2016-2017
  - QianSen Trophy Cyclocross #1, Beijing (Yanqing Station)

### Classements
| Épreuve / Édition       | 2007/2008 | 2008/2009 | 2009/2010 | 2010/2011 | 2011/2012 | 2012/2013 |
| Championnat du monde    | -         | -         | -         | -         | 2e        | 18e       |
| Coupe du monde          | -         | 31e       | 47e       | 19e       | 34e       | 20e       |
| Superprestige           | 14e       | 9e        | 13e       | 11e       | 12e       | 5e        |
| Trophée GvA             | 12e       | 12e       | 14e       | 9e        | 9e        | 4e        |
| Championnat de Belgique | 12e       | 8e        | 4e        | 9e        | 3e        | 5e        |

## Palmarès sur route
- 2015
  - 3e étape du Tour du Brabant flamand (contre-la-montre)
- 2017
  - 1rea étape du Tour de la province de Namur (contre-la-montre par équipes)